# Quedius fellmani
Quedius fellmani är en skalbaggsart som först beskrevs av Zetterstedt 1838.  Quedius fellmani ingår i släktet Quedius, och familjen kortvingar. Arten är reproducerande i Sverige.